# Muscipipra vetula
Muscipipra vetula là một loài chim trong họ Tyrannidae.